# Чилі (страва)
Чилі кон карне (ісп. chili con carne), також відома просто як чилі — страва мексиканської та техаської кухонь. Назву взято з іспанської мови й означає вона буквально «чилі з м'ясом».
Основними компонентами є гострий перець і подрібнене м'ясо, всі інші інгредієнти додають залежно від регіону чи особистих смакових уподобань. М'ясо може бути порізаним кубиками або у вигляді фаршу, також можна використовувати різні сорти м'яса (традиційно — яловичина) або їх поєднання. Найчастішими додатковими інгредієнтами є ріпчаста цибуля, часник, томати, солодкий перець і квасолю, хоча з приводу останньої ведуться суперечки, оскільки техаський різновид страви готується без квасолі. Іноді незадовго до кінця готування в чилі кон карне кладуть трохи цукру, меду або шоколаду/какао. Як приправи найчастіше використовують орегано, зіру і чорний перець, рідше коріандр і лавровий лист.
Існують також вегетаріанські рецепти страви, їх називають chili sin carne або chili non carne (букв. чилі без м'яса). При цьому м'ясо замінюють соєвим м'ясом, тофу, квасолею. Іноді використовують баклажани, гарбуз або цукіні.
Готову страву подають з білим рисом, чипсами начос або тортилья, або просто як юшку. Готову страву іноді сервірують тертим сиром, зеленню або сметаною.